# 曾占平
曾占平（1947年10月—2021年6月29日），河北阜平人，汉族，中华人民共和国军事、政治人物、第十一届全国人民代表大会解放军代表。
毕业于通信指挥学院通信专业，是中共党员。担任总参谋部四部部长。2003年7月晋升为少将军衔。2008年起担任全国人大代表。